# Campionati italiani estivi di nuoto 2005
I Campionati italiani estivi di nuoto 2005 si sono svolti a Pesaro tra il 4 e l'8 agosto 2005.

## Podi

### Uomini
| Evento               | Oro                                                                                              | Tempo    | Argento                                                                                    | Tempo    | Bronzo                                                                                           | Tempo    |
| Stile libero         |                                                                                                  |          |                                                                                            |          |                                                                                                  |          |
| 50 m                 | Lorenzo Vismara                                                                                  | 22.71    | Alessandro Calvi                                                                           | 22.93    | Christian Galenda                                                                                | 23.03    |
| 100 m                | Filippo Magnini                                                                                  | 49.23    | Alessandro Calvi Mauro Gallo                                                               | 49.66    |                                                                                                  |          |
| 200 m                | Emiliano Brembilla                                                                               | 1'48.43  | Massimiliano Rosolino                                                                      | 1'49.06  | Christian Galenda                                                                                | 1'50.39  |
| 400 m                | Emiliano Brembilla                                                                               | 3'48.92  | Massimiliano Rosolino                                                                      | 3'50.70  | Andrea Busato                                                                                    | 3'53.41  |
| 800 m                | Emiliano Brembilla                                                                               | 7'57.68  | Massimiliano Rosolino                                                                      | 8'00.05  | Valerio Cleri                                                                                    | 8'03.63  |
| 1500 m               | Valerio Cleri                                                                                    | 15'15.61 | Federico Colbertaldo                                                                       | 15'23.89 | Samuel Pizzetti                                                                                  | 15'37.25 |
| Dorso                |                                                                                                  |          |                                                                                            |          |                                                                                                  |          |
| 50 m                 | Enrico Catalano                                                                                  | 26.14    | Marco Malinverno                                                                           | 26.27    | Andrea Savino                                                                                    | 26.98    |
| 100 m                | Enrico Catalano                                                                                  | 56.67    | Marco Malinverno                                                                           | 57.26    | Mattia Aversa                                                                                    | 57.66    |
| 200 m                | Luca Marin                                                                                       | 2'01.63  | Mattia Aversa                                                                              | 2'02.80  | Sebastiano Ranfagni                                                                              | 2'02.93  |
| Rana                 |                                                                                                  |          |                                                                                            |          |                                                                                                  |          |
| 50 m                 | Alessandro Terrin                                                                                | 27.79    | Riccardo Bartoli                                                                           | 28.75    | Andrea Savino                                                                                    | 28.76    |
| 100 m                | Alessandro Terrin                                                                                | 1'01.45  | Michele Vancini                                                                            | 1'02.52  | Marco Sommaripa                                                                                  | 1'02.81  |
| 200 m                | Loris Facci                                                                                      | 2'15.33  | Michele Vancini                                                                            | 2'15.75  | Luca De Matteis                                                                                  | 2'16.93  |
| Farfalla             |                                                                                                  |          |                                                                                            |          |                                                                                                  |          |
| 50 m                 | Mattia Nalesso                                                                                   | 24.22    | Lorenzo Benatti                                                                            | 24.60    | Rudy Goldin                                                                                      | 24.82    |
| 100 m                | Mattia Nalesso                                                                                   | 52.77    | Rudy Goldin                                                                                | 54.13    | Lorenzo Benatti                                                                                  | 54.31    |
| 200 m                | Francesco Vespe                                                                                  | 1'59.07  | Paolo Villa                                                                                | 2'00.03  | Niccolò Beni                                                                                     | 2'00.87  |
| Misti                |                                                                                                  |          |                                                                                            |          |                                                                                                  |          |
| 200 m                | Alessio Boggiatto                                                                                | 2'00.95  | Simone Ciancarini                                                                          | 2'02.46  | Luca Marin                                                                                       | 2'02.96  |
| 400 m                | Alessio Boggiatto                                                                                | 4'15.87  | Luca Marin                                                                                 | 4'17.60  | Vanni Mangoni                                                                                    | 4'23.01  |
| Staffette            |                                                                                                  |          |                                                                                            |          |                                                                                                  |          |
| 4x100 m stile libero | Centro Sportivo Carabinieri Alessandro Calvi Giacomo Vassanelli Mattia Nalesso Mauro Gallo       | 3'20.77  | Gruppo Nuoto Fiamme Gialle Lorenzo Vismara Klaus Lanzarini Christian Galenda René Gusperti | 3'21.42  | Larus Nuoto Patrizio Barbini Filippo Magnini Massimiliano Rosolino Andrea Beccari                | 3'23.72  |
| 4x200 m stile libero | Circolo Canottieri Aniene A Nicola Cassio Emiliano Brembilla Alessio Boggiatto Simone Ciancarini | 7'21.60  | DDS A Andrea Frovi Matteo Pelliciari Simone Redini Emanuele Merisi                         | 7'29.03  | Centro Sportivo Carabinieri Mirko Mazzari Alessandro Calvi Andrea Righi Francesco Vespe          | 7'31.05  |
| 4x100 m misti        | Centro Sportivo Carabinieri Luis Alberto Laera Michele Vancini Mattia Nalesso Mauro Gallo        | 3'44.71  | Centro Sportivo Esercito Riccardo Lanozzi Marco Sommaripa Paolo Villa Gianluca Ermeti      | 3'46.09  | Circolo Canottieri Aniene A Mattia Aversa Alessio Boggiatto Simone Ciancarini Emiliano Brembilla | 3'46.12  |

### Donne
| Evento               | Oro                                                                             | Tempo    | Argento                                                                      | Tempo    | Bronzo                                                                                         | Tempo    |
| Stile libero         |                                                                                 |          |                                                                              |          |                                                                                                |          |
| 50 m                 | Cristina Chiuso                                                                 | 25.63    | Delfina Pinto                                                                | 26.21    | Maria Sole Lensi                                                                               | 26.40    |
| 100 m                | Federica Pellegrini                                                             | 55.66    | Cristina Chiuso                                                              | 56.37    | Delfina Pinto                                                                                  | 57.02    |
| 200 m                | Federica Pellegrini                                                             | 1'58.69  | Simona Ricciardi                                                             | 2'01.62  | Flavia Zoccari                                                                                 | 2'01.88  |
| 400 m                | Federica Pellegrini                                                             | 4'13.88  | Martina Cuppone                                                              | 4'13.95  | Simona Ricciardi                                                                               | 4'15.43  |
| 800 m                | Elisa Pasini                                                                    | 8'36.06  | Simona Ricciardi                                                             | 8'48.08  | Dorianna Pirozzi                                                                               | 8'53.44  |
| 1500 m               | Elisa Pasini                                                                    | 16'29.75 | Martina Grimaldi                                                             | 17'00.79 | Laura La Piana                                                                                 | 17'06.89 |
| Dorso                |                                                                                 |          |                                                                              |          |                                                                                                |          |
| 50 m                 | Elena Gemo                                                                      | 29.30    | Valentina De Nardi                                                           | 29.63    | Roberta De Iorio                                                                               | 29.91    |
| 100 m                | Alessia Filippi                                                                 | 1'02.86  | Valentina De Nardi                                                           | 1'04.12  | Elena Gemo                                                                                     | 1'04.47  |
| 200 m                | Alessia Filippi                                                                 | 2'14.84  | Margherita Ganz                                                              | 2'19.05  | Michela Borro                                                                                  | 2'20.02  |
| Rana                 |                                                                                 |          |                                                                              |          |                                                                                                |          |
| 50 m                 | Noemi Direnzo                                                                   | 32.09    | Giulia Fabbri                                                                | 32.13    | Chiara Boggiatto                                                                               | 32.20    |
| 100 m                | Chiara Boggiatto                                                                | 1'09.24  | Veronica Demozzi                                                             | 1'10.21  | Noemi Direnzo                                                                                  | 1'10.86  |
| 200 m                | Chiara Boggiatto                                                                | 2'29.89  | Silvia Rossi                                                                 | 2'29.97  | Veronica Demozzi                                                                               | 2'30.56  |
| Farfalla             |                                                                                 |          |                                                                              |          |                                                                                                |          |
| 50 m                 | Cristina Maccagnola                                                             | 27.00    | Elena Gemo                                                                   | 27.19    | Francesca Segat                                                                                | 27.63    |
| 100 m                | Francesca Segat                                                                 | 59.44    | Ambra Migliori                                                               | 1'00.35  | Elena Gemo                                                                                     | 1'00.83  |
| 200 m                | Francesca Segat                                                                 | 2'11.30  | Caterina Giacchetti                                                          | 2'11.63  | Ambra Migliori                                                                                 | 2'14.83  |
| Misti                |                                                                                 |          |                                                                              |          |                                                                                                |          |
| 200 m                | Alessia Filippi                                                                 | 2'16.94  | Elisa Figini                                                                 | 2'19.82  | Margherita Pozzi                                                                               | 2'20.04  |
| 400 m                | Alessia Filippi                                                                 | 4'48.90  | Martina Grimaldi                                                             | 4'56.36  | Veronica Rodà                                                                                  | 4'58.33  |
| Staffette            |                                                                                 |          |                                                                              |          |                                                                                                |          |
| 4x100 m stile libero | DDS A Roberta Panara Elena Gemo Maria Vittoria Garavaglia Federica Pellegrini   | 3'49.88  | Aurelia Nuoto A Maria Lensi Cristina Chiuso Licia Bertone Alessia Filippi    | 3'50.24  | A.S. Team Veneto A Maria Laura Simonetto Alice Carpanese Renata Spagnolo Silvia Copetta        | 3'52.85  |
| 4x200 m stile libero | A.S. Team Veneto A Martina Cuppone Alice Carpanese Renata Spagnolo Elisa Pasini | 8'14.14  | DDS A Laura Strassera Chiara Pettenò Roberta Panara Federica Pellegrini      | 8'22.53  | A.S.D. Roma 1953 A Silvia Lucarini Claudia Bonucci Michela Gramillano Delfina Pinto            | 8'25.55  |
| 4x100 m misti        | DDS A Chiara Pettenò Francesca Terno Elena Gemo Federica Pellegrini             | 4'15.39  | Uisp Bologna A Martina Mantovani Silvia Rossi Chiara Mazzoni Chiara Vasumini | 4'18.24  | Circolo Canottieri Aniene Romina Armellini Giulia Lorenzetti Ambra Migliori Alessandra Morotti | 4'18.95  |